# Будно (Західнопоморське воєводство)
Будно (пол. Budno, нім. Buddendorf) — село в Польщі, у гміні Ґоленюв Голеньовського повіту Західнопоморського воєводства.
Населення — 251 особа (2011).
У 1975-1998 роках село належало до Щецинського воєводства.

## Демографія
Демографічна структура станом на 31 березня 2011 року:
|          | Загалом | Допрацездатний вік | Працездатний вік | Постпрацездатний вік |
| -------- | ------- | ------------------ | ---------------- | -------------------- |
| Чоловіки | 121     | 21                 | 92               | 8                    |
| Жінки    | 130     | 32                 | 79               | 19                   |
| Разом    | 251     | 53                 | 171              | 27                   |